# Carlos Rodríguez (E-Sportler)
Carlos „ocelote“ Rodríguez Santiago (* 15. Juni 1990 in Madrid) ist ein ehemaliger spanischer E-Sportler im Spiel League of Legends. Er spielte mit dem Team SK Gaming unter anderem bei der Riot Season 2 World Championship 2012 und 2013 in der League Championship Series (LCS) und ist Gründer und war Chief Executive Officer von G2 Esports.

## Werdegang
Vor League of Legends spielte ocelote verschiedene andere Spiele, darunter Counter-Strike und World of Warcraft. Er erreichte das 3on3 Finale auf der BlizzCon 2009. Während der Beta-Phase begann er League of Legends zu spielen.
Er spielte kurze Zeit für den Clan Dimegio Club, bis er zu SK Gaming wechselte. Mit SK erreichte er einige Halbfinal- und Finalteilnahmen bei großen Turnieren (unter anderem auf mehreren Intel Extreme Masters), blieb dabei allerdings ohne Titel. SK qualifizierte sich als eines von drei europäischen Teams für die mit zwei Millionen Dollar dotierte Riot Season 2 World Championship. Dort schied das Team allerdings in der Gruppenphase aus. 2013 spielte ocelote mit SK auf der neu eingeführten Profitour League Championship Series. Ende 2013 verließ er schließlich SK Gaming.
2013 teilte er der Presse mit, dass er etwa 600.000 bis 700.000 Euro im Jahr durch Merchandise und seinen Live-Stream auf Twitch.tv verdienen würde.
Am 27. Januar 2014 wurde kurzfristig angekündigt, dass Ocelotes neues Team anstelle von Team Dignitas bei der IEM in São Paulo spielen würde. Sie spielten unter dem Namen „OceloteWorld“. Im Halbfinale verloren sie das Best-of-Three-Match gegen paiN Gaming und beendeten das Turnier auf dem 3./4. Platz.
Rodríguez gründete nach dem Abgang von SK Gaming ein eigenes Team, das vorerst unter verschiedenen Namen spielte und im Februar 2014 offiziell Gamers2 genannt wurde. Nachdem G2 im Jahr 2014 wenig erfolgreich war und die Qualifikation für die LCS verpasste, erklärkte Rodríguez im Februar 2015 seinen Rückzug als Spieler. Nach einer Umbenennung der Organisation in ihren heutigen Namen G2 Esports, gelang dem LoL-Team unter Rodríguez als CEO die Qualifikation für die LCS.
Carlos Rodríguez ist seit 2013 Gründer und Geschäftsführender Gesellschafter der «G Esports Holding GmbH», dem Betreiber der Gaming-Organisation G2 Esports mit Sitz in Berlin. Seit 2007 ist er Eigentümer und Geschäftsführer der oceloteWorld S.L mit Sitz in Madrid, einer Unternehmung für „Ocelote“.

## Erfolge
Die folgende Tabelle listet die größten Turniererfolge von ocelote auf:
| Jahr | Platz   | Turnier                                                 | Team         | Preisgeld               |
| ---- | ------- | ------------------------------------------------------- | ------------ | ----------------------- |
| 2011 | 2.      | IEM Season 6 – Global Challenge New York                | SK Gaming    | $ 06.000 (ca.04.400 €)  |
| 2011 | 3.      | IEM Season 6 – Global Challenge Guangzhou               | SK Gaming    | $ 03.400 (ca.02.500 €)  |
| 2012 | 4.      | IEM Season 6 – Global Challenge Kiev                    | SK Gaming    | $ 02.400 (ca.01.700 €)  |
| 2012 | 3.      | European Challenger Circuit: Poland                     | SK Gaming    | $ 05.000 (ca.03.700 €)  |
| 2012 | 2.      | IEM Season 7 gamescom bzw. LoL Season 2 Regional Finals | SK Gaming    | $ 30.000 (ca.022.000 €) |
| 2012 | 11./12. | Riot Season 2 World Championship                        | SK Gaming    | $ 25.000 (ca.018.200 €) |
| 2013 | 4.      | LCS EU Spring Split                                     | SK Gaming    | $ 10.000 (ca.07.300 €)  |
| 2014 | 3./4.   | IEM Season 8 – São Paulo                                | oceloteWorld | $ 04.500 (ca.03.300 €)  |
| 2014 | 3.      | Riot EU Challenger Series Summer #1                     | Gamers2      | $ 03.000 (ca.02.200 €)  |